# Ȟ
Ȟ, ȟ (H с гачеком) — буква расширенной латиницы, используемая в языках лакота, ассинибойн и финский кало.

## Использование
В языке лакота обозначает звук [χ], в языках ассинибойн и финский кало — [x]
Также используется в Уральском фонетическом алфавите для обозначения «глухого ларингального спиранта» (вероятно, имеется ввиду [ħ]).